# Red Rock (condado de Apache)
Red Rock es un lugar designado por el censo ubicado en el condado de Apache en el estado estadounidense de Arizona. En el Censo de 2010 tenía una población de 169 habitantes y una densidad poblacional de 55,96 personas por km².

## Geografía
Red Rock se encuentra ubicado en las coordenadas 36°36′1″N 109°3′52″O / 36.60028, -109.06444. Según la Oficina del Censo de los Estados Unidos, Red Rock tiene una superficie total de 3.02 km², de la cual 3.02 km² corresponden a tierra firme y (0%) 0 km² es agua.

## Demografía
Según el censo de 2010, había 169 personas residiendo en Red Rock. La densidad de población era de 55,96 hab./km². De los 169 habitantes, Red Rock estaba compuesto por el 1.18% blancos, el 0% eran afroamericanos, el 96.45% eran amerindios, el 0% eran asiáticos, el 0% eran isleños del Pacífico, el 0% eran de otras razas y el 2.37% pertenecían a dos o más razas. Del total de la población el 0.59% eran hispanos o latinos de cualquier raza.